# یواس‌اس کانبرا (سی‌ای-۷۰)
یواس‌اس کانبرا (سی‌ای-۷۰) (به انگلیسی: USS Canberra (CA-70)) یک کشتی بود که طول آن ۶۷۳ فوت ۵ اینچ (۲۰۵٫۲۶ متر) بود. این کشتی در سال ۱۹۴۳ ساخته شد.